# Paul d’Amour

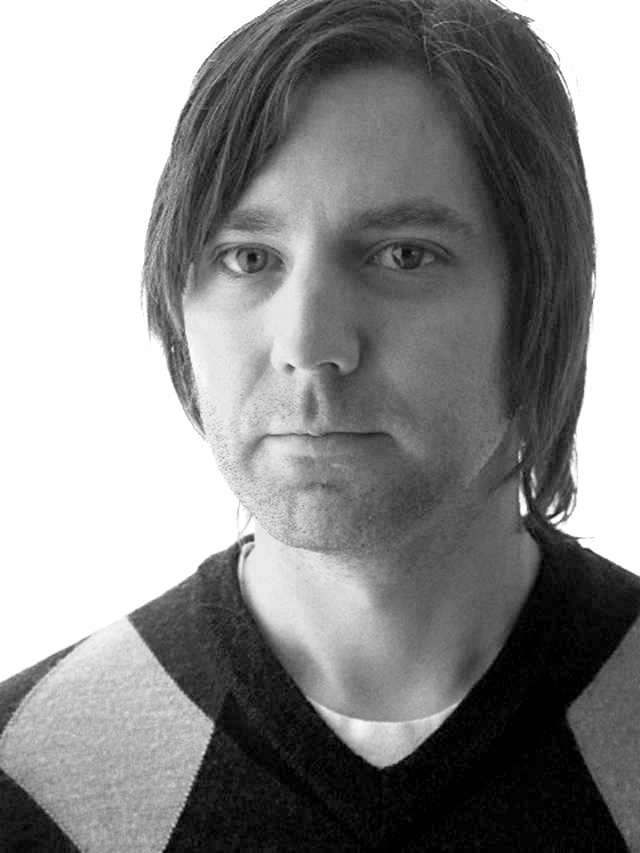
Paul d’Amour (2006)

Paul d’Amour (* 12. Mai 1967 in Spokane, Washington) ist ein US-amerikanischer Musiker. Unter anderem war er Bassist der Progressive-Metal-Band Tool.

## Leben
Wie Adam Jones, Gitarrist von Tool, zog d’Amour nach Los Angeles, um ins Filmgeschäft einzusteigen. Nachdem er Jones kennenlernte, wurde er von diesem der Band Tool vorgestellt und trat ihr kurze Zeit später bei.
1995 trennte er sich jedoch aufgrund von künstlerischen Differenzen von der Band. Daraufhin gründete d’Amour die Psychedelic-Popband Lusk mit Brad Laner, Chris Pitman und Greg Edwards (u. a. Failure und Autolux). 1997 veröffentlichten sie ihr einziges Album Free Mars.
Während seiner Zeit bei Tool spielte d’Amour als Gitarrist in dem Nebenprojekt Replicants, einer Coverband, in der neben d’Amour auch Ken Andrews und Greg Edwards von Failure sowie Chris Pitman mitspielten. Sie veröffentlichten 1995 ein selbstbetiteltes Album, bei dem Maynard James Keenan sich an einem Song als Sänger beteiligte.
Anfang 2006 begann d’Amour unter dem Namen Feersum Enjin, eine Anleihe aus dem Science-Fiction-Roman Feersum Endjinn von Iain M. Banks, aufzutreten. Bislang wurde eine selbstbetitelte EP herausgebracht.
Im Jahr 2021 war d'Amour als Bassist auf dem Ministry-Album Moral Hygiene zu hören und tourte mit der Band als Teil der Live-Band.

## Diskografie

### Tool
- Opiate (EP) (1992)
- Undertow (1993)

### Replicants
- Replicants (1995)

### Lusk
- Free Mars (1997)

### Feersum Enjin
- Feersum Enjin (2006)

### Lesser Key
- Lesser Key (2014)